# Mercedes-Benz CLK GTR
Der Mercedes-Benz CLK GTR ist ein GT1-Rennwagen in der FIA-GT-Meisterschaft und davon abgeleiteter exklusiver Supersportwagen, den AMG für Mercedes-Benz in geringer Stückzahl baute.

## Ausgangssituation
Ende 1996 zogen sich Opel und Alfa Romeo aus Kostengründen aus der DTM bzw. ITC zurück, sodass AMG-Mercedes keine Gegner mehr hatte und die Tourenwagenserie eingestellt wurde. Als zukünftiges Betätigungsfeld der Rennmannschaft bot sich die bisherige BPR Global GT Series an, die 1997 als FIA-GT-Meisterschaft weitergeführt und durch Einsätze von Herstellern noch interessanter werden sollte. In der nach den Gründern (Jürgen Barth, Patrick Peter, Stéphane Ratel) benannten Rennserie wurden hochkarätige existierende Supersportwagen wie zum Beispiel der Ferrari F40 und McLaren F1 eingesetzt, und zwar meist von solventen Privatfahrern, die von Rennprofis unterstützt wurden. Porsche, mit dem 993 GT2 lange nur in der zweiten Liga vertreten, hatte jedoch schon für die Saison den 911 GT1 entwickelt und zum Einsatz gebracht, somit den Startschuss zum Wettrüsten gegeben.
Für eine Teilnahme in der GT1-Klasse war eine Mindeststückzahl von 25 gebauten bzw. straßenzugelassenen Exemplaren erforderlich, ähnlich wie dies rund drei Jahrzehnte zuvor Bedingung für den Renneinsatz des Porsche 917 und Ferrari 512S war. Um Mercedes die Teilnahme schon 1997 zu ermöglichen, erteilte die FIA jedoch eine Ausnahmegenehmigung, die das „Nachreichen“ erlaubte.

## Geschichte

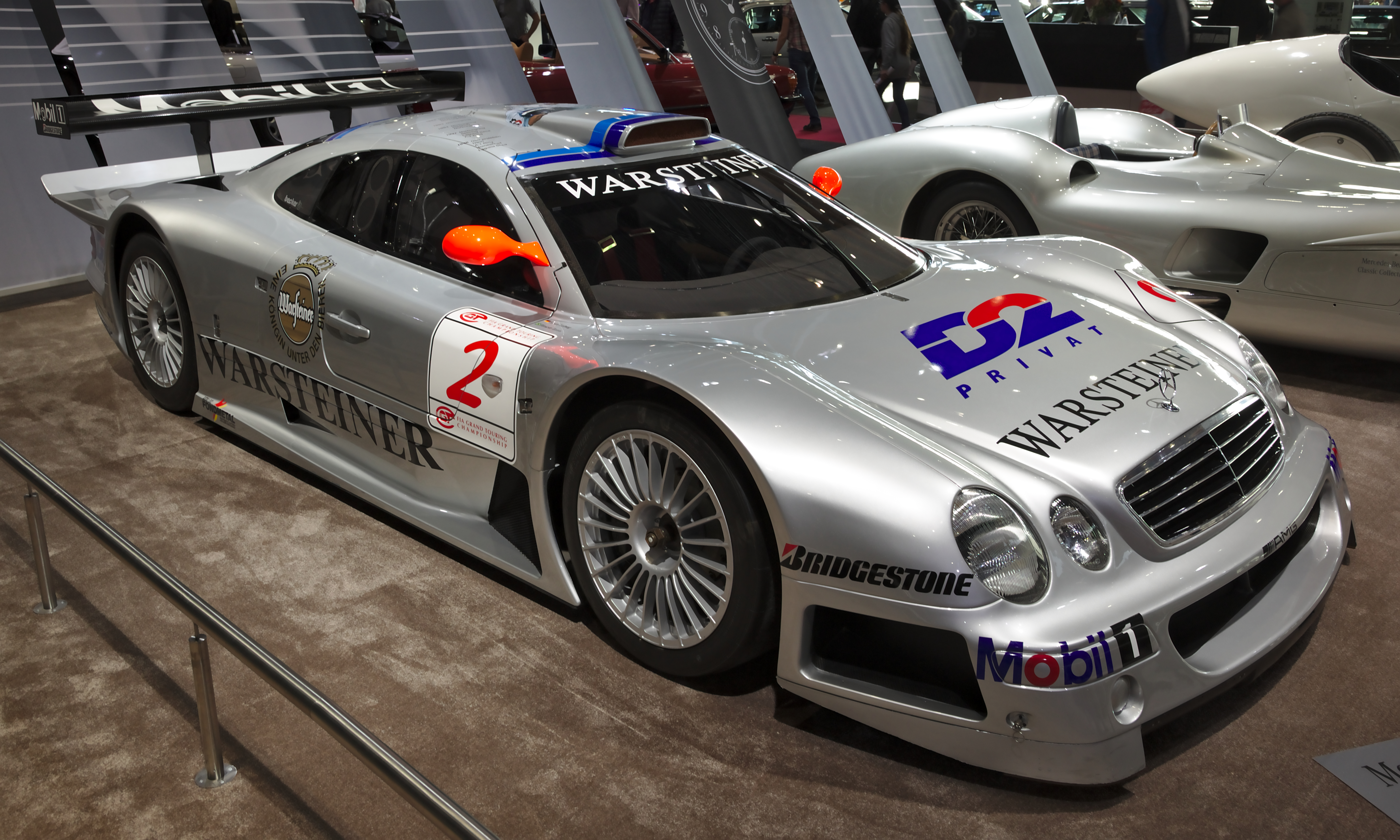
Mercedes-Benz CLK GTR (Baujahr 1997)

Die AMG-Ingenieure konnten also im Winter 1996/97 innerhalb von 128 Tagen einen Rennwagen konstruieren, ohne allzu viel Rücksicht auf vorhandene Modelle oder Straßentauglichkeit nehmen zu müssen. Außer seinem Namen und äußeren Merkmalen wie Leuchten hat der CLK GTR kaum etwas mit der als Vorbild dienenden Mercedes-Benz CLK-Klasse (W 208) gemeinsam, insbesondere die Mittelmotorbauweise mit V12-Motor entspricht nicht der Serie.
Der neue Rennwagen wurde in der ersten Hälfte der Saison erstmals eingesetzt und konnte am Ende die FIA-GT-Meisterschaft gewinnen. 1998 dominierte er nahezu alle Rennen. In Le Mans startete die weiterentwickelte Version CLK LM mit V8-Motor von der Poleposition, fiel jedoch früh mit Motorschaden aus. Am Ende der Saison 1998 zogen sich die noch verbliebenen Gegner, d. h. in erster Linie das nur in Le Mans glücklich siegende Porsche-Werk, aus der GT1-Kategorie zurück. Die Privat-Teams mit Ferrari, McLaren, Lotus usw. hatten schon vorher resigniert. Somit wurde die FIA-GT-Meisterschaft ab 1999 nur in den seriennäheren Kategorien GT2 und GT3 ausgetragen.
Die vom Reglement geforderten 25 Exemplare des Serienwagens wurden erst von November 1998 bis Sommer 1999 gebaut und ausgeliefert, also nicht vor der ersten Teilnahme in der Rennserie, sondern erst nach dem „Aus“ der GT-1 Kategorie. 2002 entstanden noch ein paar offene Exemplare. Im Jahre 2003 machte das Modell Schlagzeilen, weil ein Amerikaner Unzuverlässigkeit beklagte.

## Motorsporteinsätze

### 1997 CLK GTR

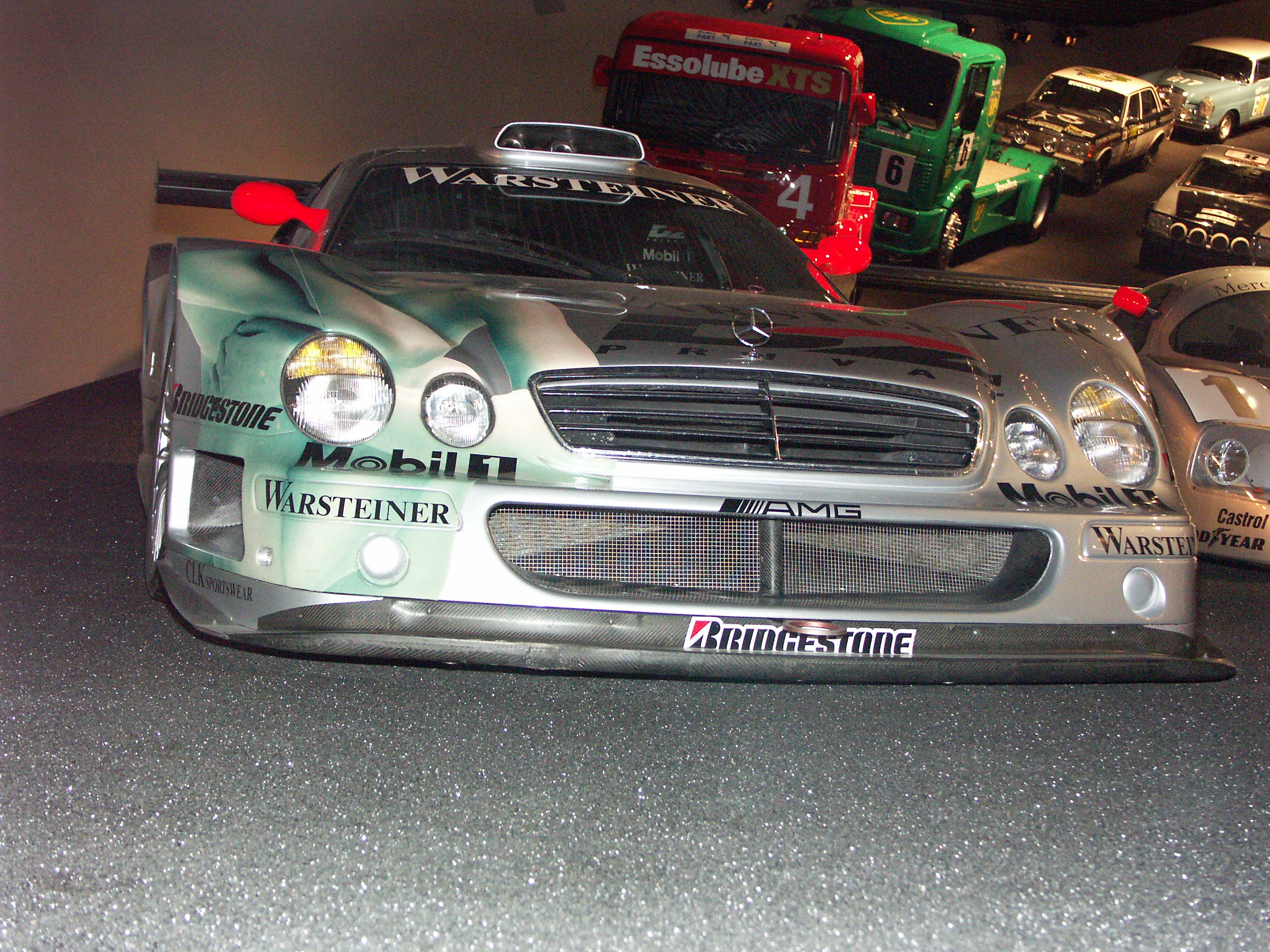
CLK-GTR-Siegerwagen von 1997 im Mercedes-Benz-Museum

Der CLK GTR wurde ab der Saison 1997 in der GT1-Klasse der FIA-GT-Meisterschaft eingesetzt. Die Rennversion nahm reglementsbedingt die späteren Serienfahrzeuge vorweg. Äußerlich erkennbare Unterschiede waren Bodenfreiheit, Räder, Außenspiegel und Heckflügel. Die auf den schon vorhandenen, teils 10 Jahre alten Konzepten basierenden Supersportwagen der Gegner, die meist von Privatteams eingesetzt und typischerweise abwechselnd von einem reichen Privatmann und einem ehemaligen Profirennfahrer gesteuert wurden, hatten wenig Chancen gegen das professionell und zahlreich auftretende Werksteam, das zudem durch die Ausnahmegenehmigung einen konsequent für das Reglement konstruierten Rennwagen einsetzen konnte. Bernd Schneider gewann mit deutlichem Vorsprung die Meisterschaft; insgesamt belegten die AMG-Mercedes fünf der ersten zehn Plätze. Weitere Fahrer waren unter anderem Ricardo Zonta, Klaus Ludwig, Bernd Mayländer. Auch Ralf Schumacher, damals Formel-1-Neuling bei Jordan, steuerte (wie sein Bruder Michael Schumacher einige Jahre zuvor) einen der Silberpfeile, und zwar auf dem Circuit de Spa-Francorchamps, um die dortige Strecke für das spätere F1-Rennen zu studieren.

### 1998 CLK GTR und CLK LM

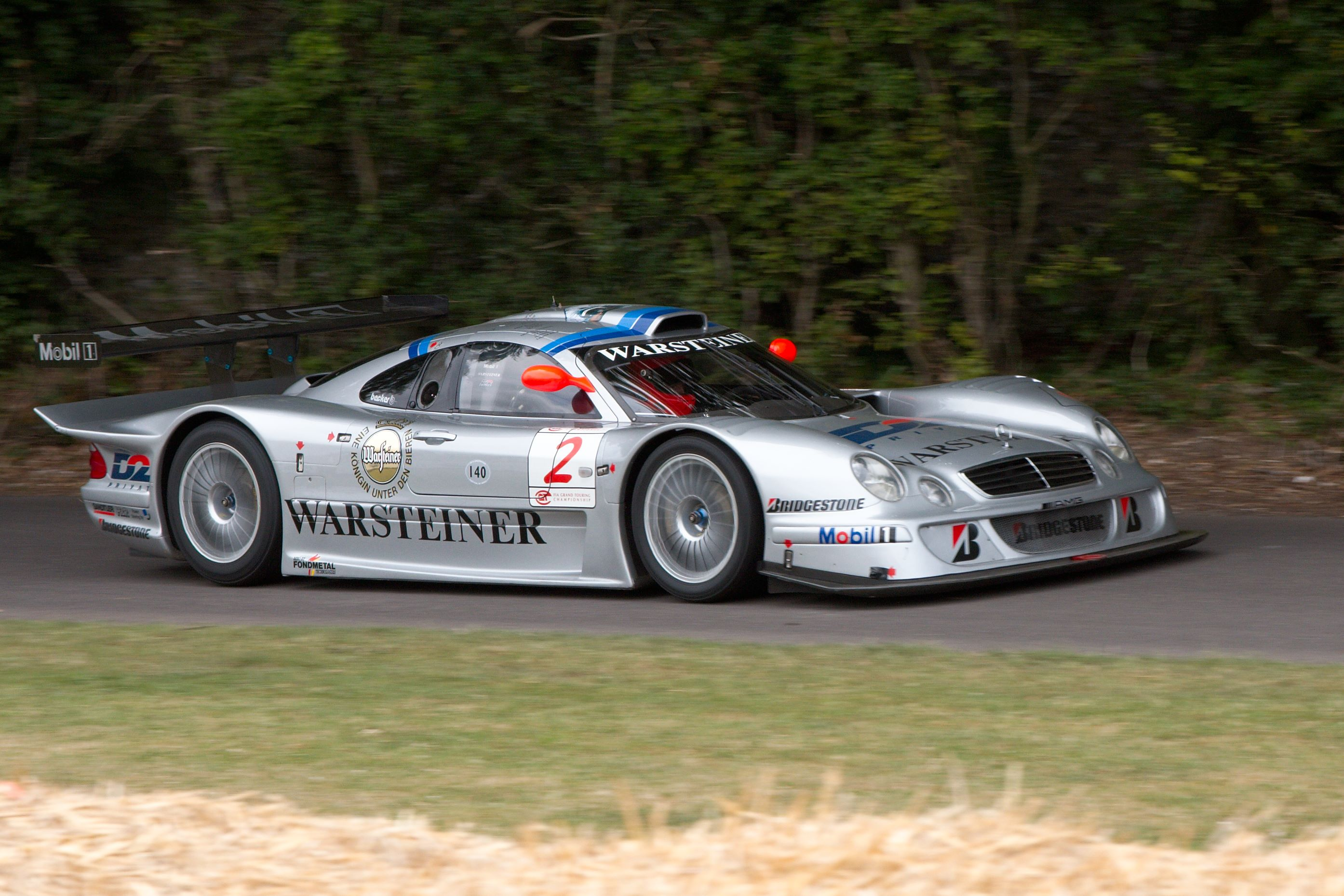
Mercedes-Benz CLK LM

In der Saison 1998 beherrschten die Mercedes-Fahrzeuge das Geschehen noch deutlicher. Am Ende gewann das Werksteam Klaus Ludwig/Ricardo Zonta die GT-Meisterschaft vor dem Stallkollegen und Titelverteidiger Bernd Schneider. Das private Team Persson Motorsport setzte blau lackierte, von der Mercedes-Ersatzteilversorgung gesponserte Vorjahresmodelle ein, unter anderem mit Bernd Mayländer am Steuer. Als zusätzlicher Vorteil erwiesen sich die Bridgestone-Reifen, die auch in der Formel 1 im selben Jahr erstmals McLaren-Mercedes zum Titel verhalfen und sich fortan in der F1 als überlegen erwiesen. Die Teams, die die Evolutionsvariante des Porsche 911 GT1 einsetzten, das Werk mit Michelin sowie das von der Brauerei Jever gesponserte Team Zakspeed auf Pirelli konnten keinen Sieg erringen. Die anderen Teams, abgesehen von Achtungserfolgen der ungewöhnlichen Frontmotor-Panoz aus den USA, waren chancenlos.
Der ab dem 24-Stunden-Rennen von Le Mans-Rennen vom Werk eingesetzte CLK LM, eine noch flachere Variante mit leichterem, kürzerem und verbrauchsgünstigerem V8-Motor, fiel dort früh mit Problemen im Ölkreislauf aus. Die BMW V12 LMR erlitten ein ähnliches Schicksal, dort traf es die Radlager. Porsche erzielte mit dem 911 GT1 gegen die schnelleren, jedoch unglücklichen Toyota GT-One einen Achtungserfolg und zog sich anschließend von Le Mans zurück. Im weiteren Saisonverlauf dominierte die überarbeitete Version des CLK LM über die Porsche, die durch eine reglementsbedingt ungünstige Anordnung des Luftmengenbegrenzers für den Turbomotor benachteiligt waren.

### 1999 CLR

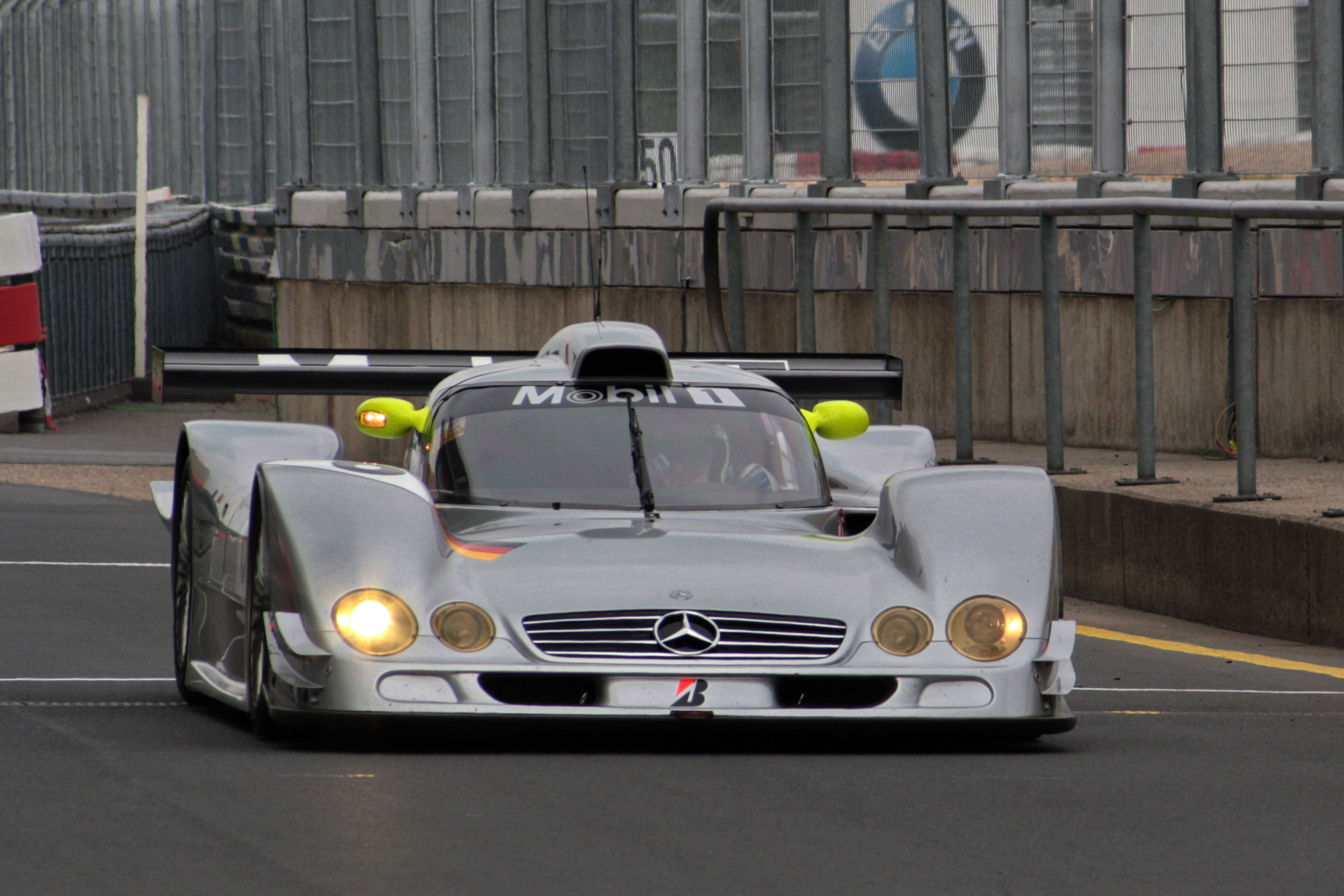
Mercedes-Benz CLR

Durch den Wegfall der GT1-Klasse in der FIA-GT-Meisterschaft 1999 wurde speziell für Le Mans und das dortige Reglement ein GT-Prototyp (LM-GTP) entwickelt, wobei Seriennähe nicht mehr geboten war. Der Mercedes-Benz CLR wurde vorn optisch an die neu angebotene CL-Klasse (Mercedes-Benz C 215) angelehnt, aber extrem flach gebaut und mehr für Höchstgeschwindigkeit als für Abtrieb konstruiert. Diese einseitige Auslegung der Aerodynamik verursachte zwei Überschläge bereits im Training und im Warm-up. Trotzdem nahm man mit den verbliebenen Wagen am Rennen teil, was zu einem spektakulären Unfall führte. Als Peter Dumbreck auf einer Kuppe vor der Indianapoliskurve versuchte, einen Konkurrenten aus dem Windschatten heraus zu überholen, riss der Anpressdruck ab, weil zu viel Fahrtwind unter den Bug drang. Der Wagen wurde angehoben, überschlug sich rückwärts und flog in eine Birkenschonung weit abseits der Strecke, Dumbreck erlitt nur Prellungen. Nach diesem Unfall erklärte Daimler-Chrysler-Vorstandsmitglied Jürgen Hubbert (verantwortlich für das Geschäftsfeld Mercedes Car Group), Mercedes werde nie mehr in Le Mans fahren. Noch im Laufe der Saison beendete das Werk sein Engagement in der GT-Meisterschaft.

## Straßenvariante

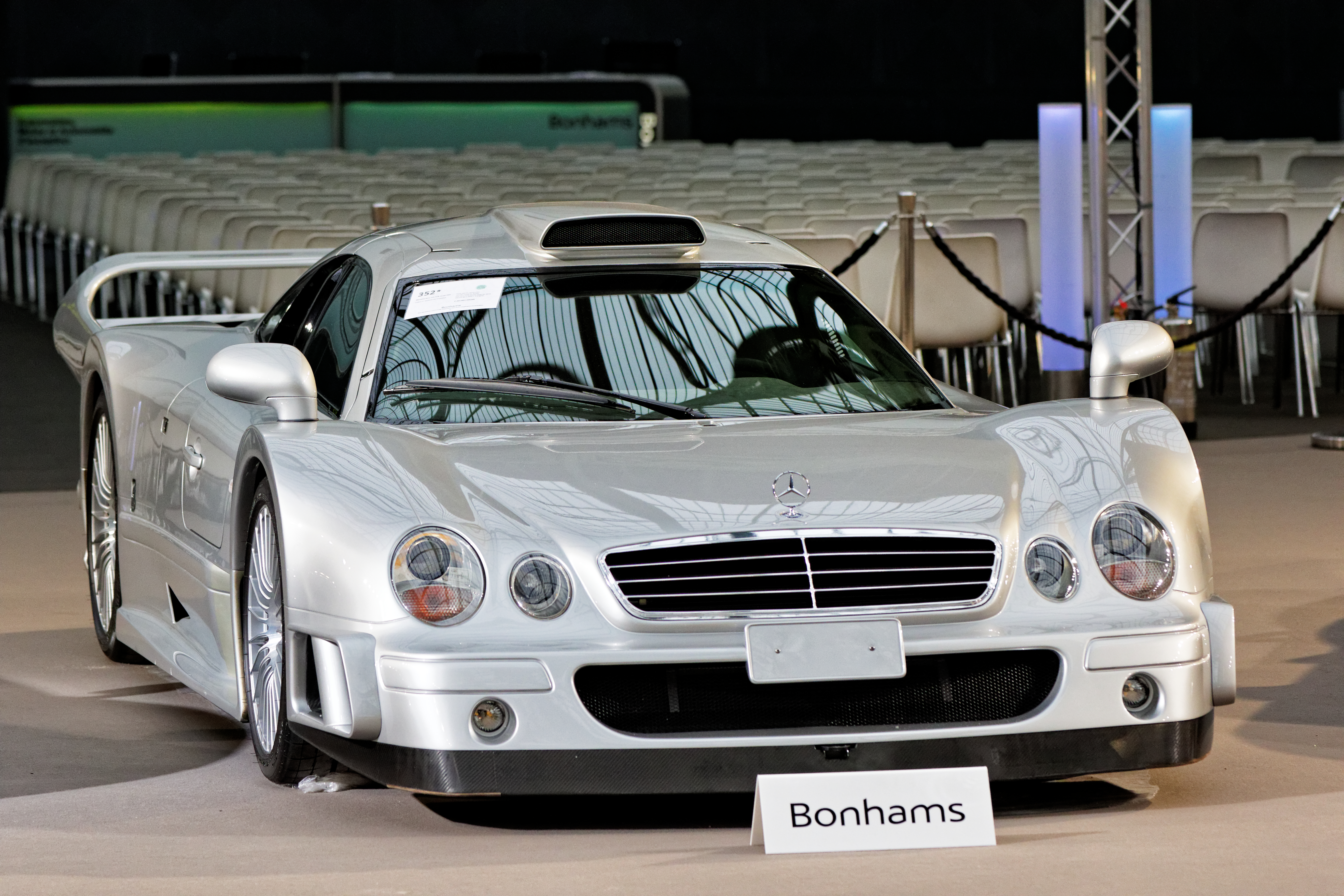
Mercedes-Benz CLK GTR Coupé

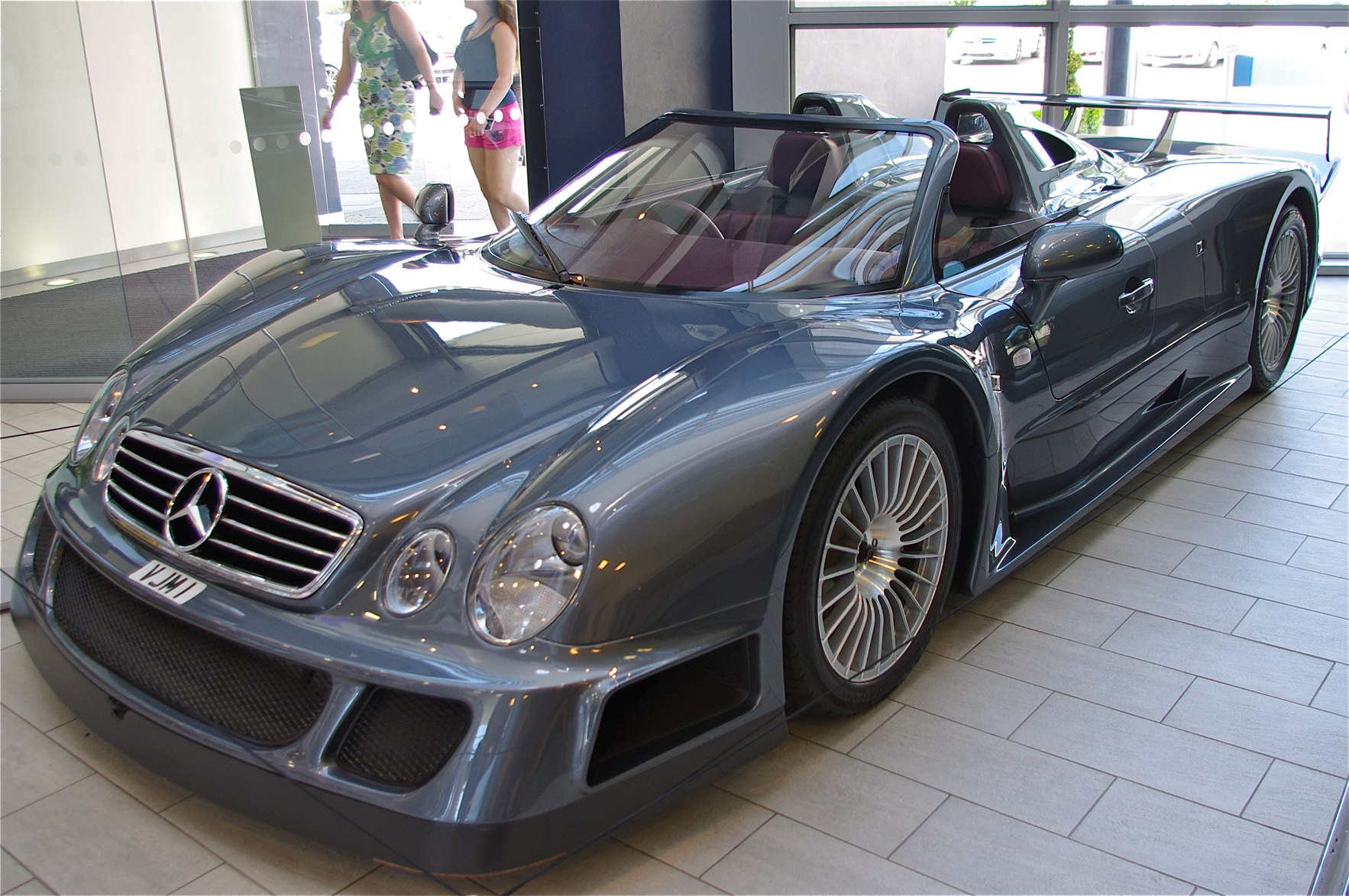
Mercedes-Benz CLK GTR Roadster

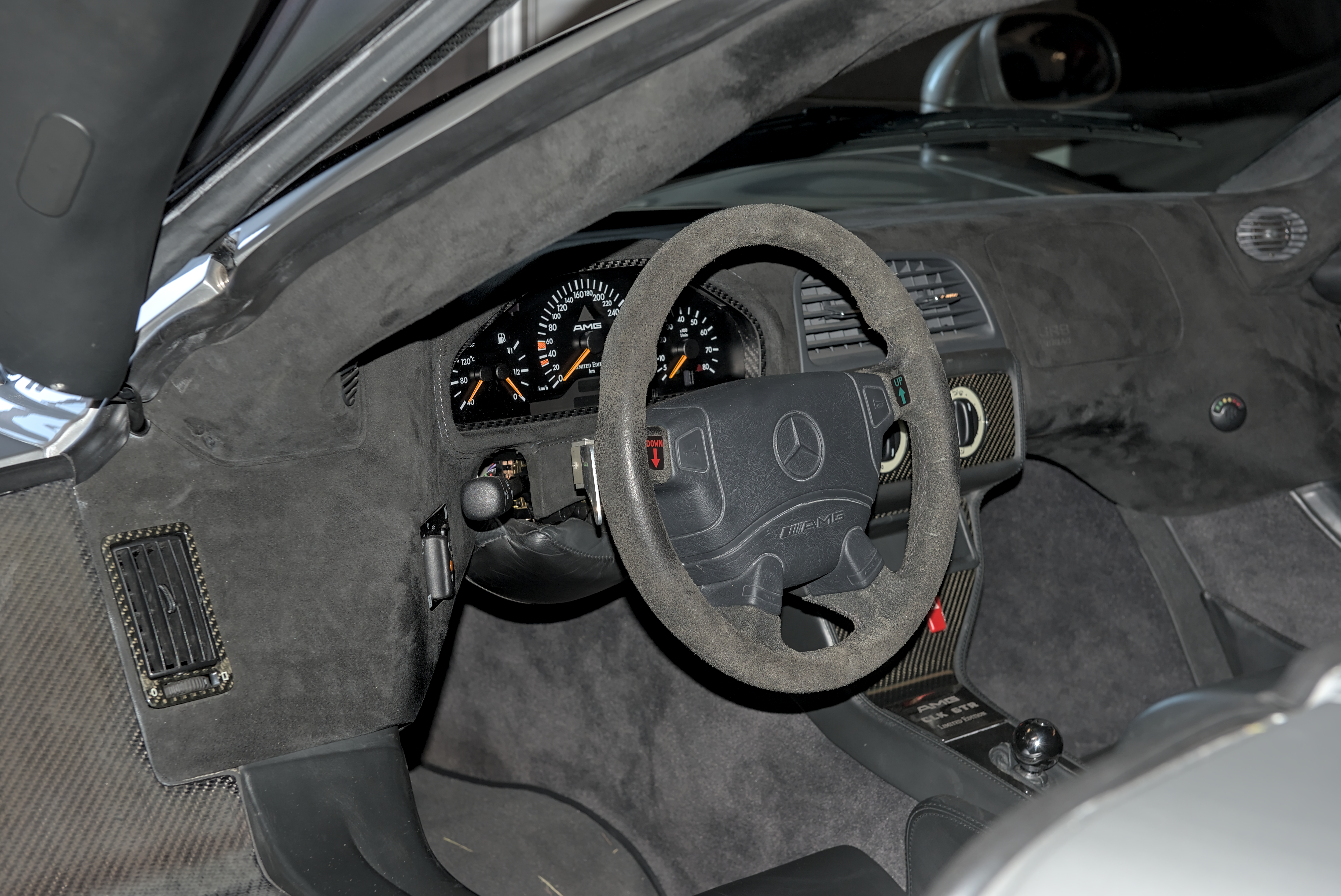
Innenansicht

### Karosserie
Das Chassis und die Karosserie bestehen aus Kohlenstofffaserverbund mit integriertem Überrollbügel aus Stahl. Motor und Getriebe übernehmen tragende Funktionen. Die Türen öffnen nach schräg oben/vorne und nicht wie beim legendären Flügeltürer 300 SL nur nach oben, eine schnelle Fahrt mit geöffneten Türen ist also nicht möglich. Dadurch und durch die umfangreiche Sicherheitsausstattung (unter anderem Frontairbags) ist der CLK GTR trotz seines geringen Gewichts (Rennwagen: zirka 1,0 t, Straßenwagen: 1,4 t) sehr sicher.

### Antrieb

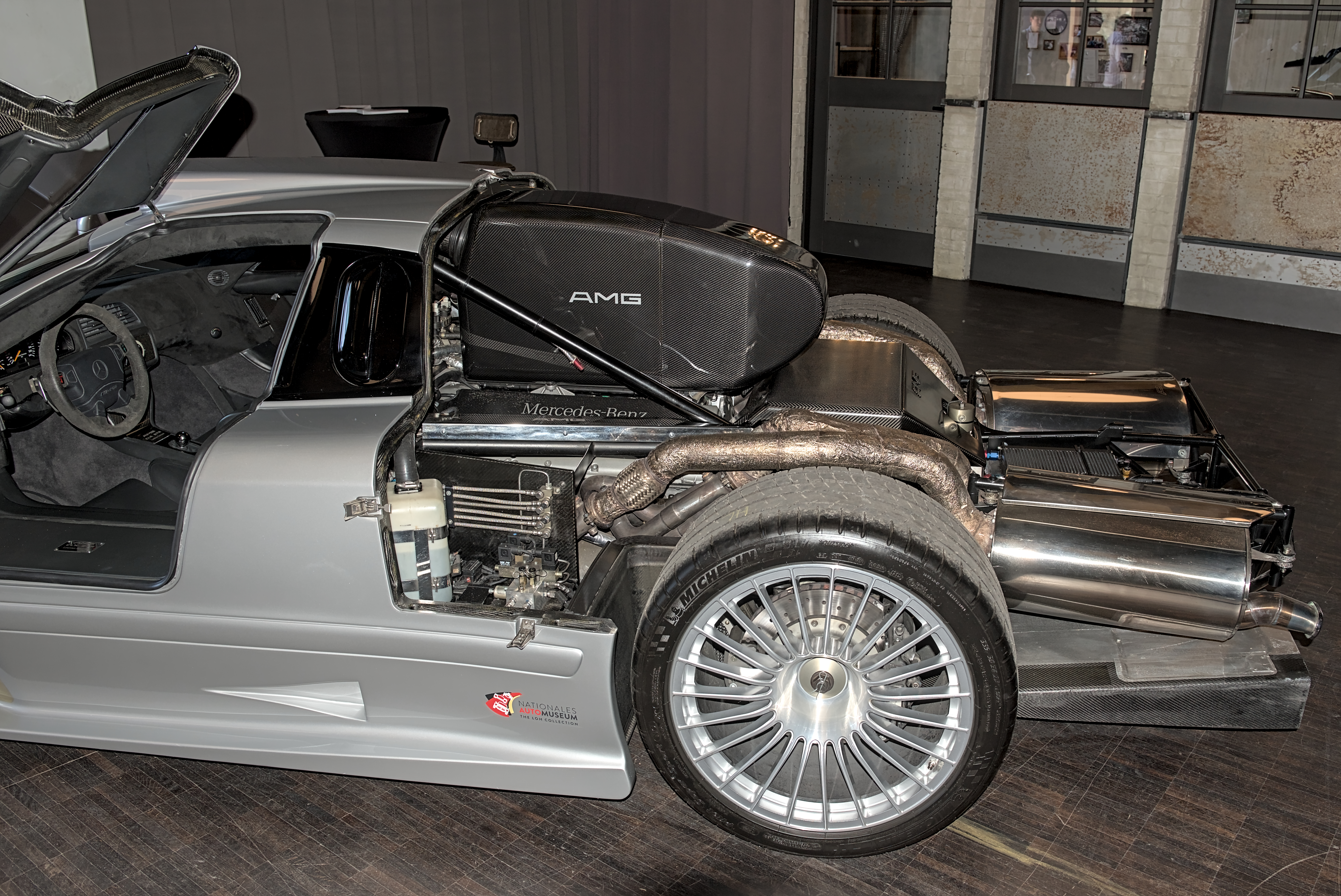
Motor vor der Hinterachse

Der Motor (M 297) sitzt direkt vor der Hinterachse, er ist eine Weiterentwicklung des damaligen 6,0-l-V12 mit einem Zylinderwinkel von 60°, wie er im S 600 eingesetzt wurde. Im Straßenwagen weist er einen Hubraum von 6898 cm³ auf und leistet bis zu 464 kW (631 PS) bei 6500/min, das maximale Drehmoment liegt bei 731 Nm (bei 5250/min). Die Maximaldrehzahl beträgt 7200/min. Der Rennwagen von 1997 hatte noch einen Hubraum von 5987 cm³ und leistete, durch Luftmengenbegrenzer reguliert, 441 kW (600 PS) bei 7000/min.
Diese Kraft wird (ungewöhnlich bei Mercedes, im Rennsport jedoch üblich) über ein sequentielles Sechsganggetriebe an die Hinterräder geleitet. Damit erreicht der CLK GTR eine Höchstgeschwindigkeit von 320 km/h. Er beschleunigt in 3,7 s von 0 auf 100 km/h. Geschaltet wird mit Wippschaltern hinter dem Lenkrad.
Die Fahrzeuge mit den Produktionsnummern #03 und #17 sind mit dem etwas moderneren 7,3-l-V12-AMG-Motor ausgestattet, der 488 kW (664 PS) leistet. Andere Quellen sprechen auch von bis zu 530 kW (720 PS). Diese Wagen wurden von der Rennsportabteilung HWA umgebaut. Der silberne Wagen mit der Chassisnummer 3 gehört Mohammed bin Sulayem. Es ist der erste ausgelieferte CLK-GTR und bekam später in Dubai den größeren Motor. Fahrgestellnummer 17 ist das einzige Fahrzeug, das offiziell als „Super Sport“ bezeichnet wird. Den roten Wagen, welcher damals ebenfalls einem Käufer aus Dubai gehörte, lieferte HWA gleich mit dem stärkeren Motor aus. Dieses Fahrzeug befindet sich nach Umwegen über die Schweiz heute in den USA. Laut unbestätigten Berichten wurden weitere drei CLK-GTR mit dem 7,3-Liter-Zwölfzylinder nachträglich ausgestattet (Prototyp #2, chassis #01 und #13).

### Preise
Der Kaufpreis lag bei 2.650.000 DM (inklusive deutscher Mehrwertsteuer 3.074.000 DM; 1.571.711 €). Mit diesem Preis war der CLK GTR seinerzeit der teuerste Serienwagen der Welt.

### Versionen und Stückzahlen
Für die Weiterentwicklung CLK LM der Renn-Saison 1998, die flachere Evolutions-Variante mit V8-Motor, wurde nur eine Straßenversion zu Homologationszwecken gebaut. Diese wurde im Vorfeld des 24-Stunden-Rennen von Le Mans von 1998 gesichtet und später an einen Kunden aus Japan verkauft.
Alle Coupés wurden zwischen Ende 1998 und Sommer 1999 bei HWA in Affalterbach gebaut. 2002 wurde vom CLK GTR eine zweite Kleinserie mit fünf Exemplaren für Kunden und einem weiteren Exemplar für die Entwicklung aufgelegt, als CLK GTR Roadster, ohne Stoffverdeck.
Unter den 25 produzierten CLK-GTR (20 Coupés und 5 Roadster, ausgenommen das Einzelstück CLK LM) befinden sich auch zwei Rechtslenker. Diese beiden silbernen Wagen wurden für Hassanal Bolkiah, den Sultan von Brunei, speziell angefertigt.

## Technische Daten
| Mercedes-Benz CLK GTR     | GT1-Version (1997) | Straßenversion (1998/99) | Supersportversion |
| ------------------------- | --- | --- | --- |
| Motor                     | Mercedes-Benz M 297: Zwölfzylinder-V-Motor (60°), vier Ventile pro Zylinder, längs vor der Hinterachse (Aluminiumblock), mittragend | Mercedes-Benz M 297: Zwölfzylinder-V-Motor (60°), vier Ventile pro Zylinder, längs vor der Hinterachse (Aluminiumblock), mittragend | Mercedes-Benz M 297: Zwölfzylinder-V-Motor (60°), vier Ventile pro Zylinder, längs vor der Hinterachse (Aluminiumblock), mittragend |
| Hubraum                   | 5987 cm³ | 6898 cm³ | 7291 cm³ |
| Leistung                  | 441 kW (600 PS) bei 7000/min | 450 kW (612 PS) bei 6500/min | 488 kW (664 PS) bei 6500/min |
| Maximales Drehmoment      | 700 Nm bei 3900/min | 731 Nm bei 5250/min | 786 Nm bei 5250/min |
| Motorsteuerung            | zwei obenliegende Nockenwellen pro Zylinderreihe                                                                                    | zwei obenliegende Nockenwellen pro Zylinderreihe                                                                                    | zwei obenliegende Nockenwellen pro Zylinderreihe                                                                                    |
| Schmierung                | Trockensumpf | Trockensumpf | Trockensumpf |
| Kühlung                   | Wasser | Wasser | Wasser |
| Getriebe                  | Sequentielles 6-Gang-Getriebe (Mittelschaltung), quer hinter dem Motor eingebaut                                                    | Sequentielles 6-Gang-Getriebe (Mittelschaltung), quer hinter dem Motor eingebaut                                                    | Sequentielles 6-Gang-Getriebe (Mittelschaltung), quer hinter dem Motor eingebaut                                                    |
| Rahmen                    | Monocoque aus mit Kohlenstofffasern verstärktem Kunststoff (von Lola), Gewicht zirka 80 kg                                          | Monocoque aus mit Kohlenstofffasern verstärktem Kunststoff (von Lola), Gewicht zirka 80 kg                                          | Monocoque aus mit Kohlenstofffasern verstärktem Kunststoff (von Lola), Gewicht zirka 80 kg                                          |
| Radaufhängung             | Doppelquerlenker vorn und hinten, innenliegende Schraubenfedern über Zugstreben betätigt, einstellbare Stabilisatoren               | Doppelquerlenker vorn und hinten, innenliegende Schraubenfedern über Zugstreben betätigt, einstellbare Stabilisatoren               | Doppelquerlenker vorn und hinten, innenliegende Schraubenfedern über Zugstreben betätigt, einstellbare Stabilisatoren               |
| Stoßdämpfer               | Gasdruckstoßdämpfer | Gasdruckstoßdämpfer | Gasdruckstoßdämpfer |
| Bremsen                   | innenbelüftete Scheiben aus Kohlenstofffaser-Verbundwerkstoffen mit Sechskolben-Festsätteln                                         | Scheibenbremsen aus Grauguss | Scheibenbremsen aus Grauguss |
| Radstand                  | 2670 mm | 2670 mm | 2670 mm |
| Reifengröße               | 265/65/18 vorn – 350/40/18 hinten                                                                                                   | 295/35 ZR 18 vorn – 345/35 ZR 18 hinten                                                                                             | 295/35 ZR 18 vorn – 345/35 ZR 18 hinten                                                                                             |
| Länge × Breite × Höhe     | 4855 × 1950 × 1100 mm | 4855 × 1950 × 1164 mm | 4855 × 1950 × 1164 mm |
| Tankinhalt                | 100 Liter | 90 Liter | 90 Liter |
| Leergewicht (ohne Fahrer) | ca. 1000 kg | 1440 kg | 1440 kg |
| Höchstgeschwindigkeit     | 330 km/h (gemessen in Hockenheim)                                                                                                   | >320 km/h | >320 km/h |